# Natsumi Matsubara
Natsumi Matsubara (松原夏海, Matsubara Natsumi, née le 19 juin 1990 à Fukuoka, au Japon) est une chanteuse et idole japonaise, membre du groupe de J-pop AKB48 (team A). Elle est sélectionnée en 2006 avec la team K, et rejoint la team A en juillet 2010.